# Fiona Shaw
Fiona Shaw CBE (født Fiona Mary Wilson 10. juli 1958) er en irsk skuespiller. Hun spillede med i alle Harry Potter-filmene, som Harrys tante, Petunia Dursley.